# Il giovane Giuseppe
Secondo romanzo della tetralogia Giuseppe e i suoi fratelli (titolo originale Joseph und seine Brüder), dello scrittore tedesco Thomas Mann, Il giovane Giuseppe (Der junge Joseph), terminato, presumibilmente, nel 1932 e pubblicato a Berlino nel 1934, è ispirato alle vicende bibliche narrate nella Genesi, capitolo 37,1-35.
Il romanzo, il più breve della tetralogia, articolato in sette capitoli, narra la vicenda di Giuseppe, penultimo figlio di Giacobbe e primogenito di Rachele, amatissimo dal padre ma guardato con ostilità dai fratellastri maggiori. La sua evidente diversità e l'affetto particolare che gli mostra Giacobbe, lo rendono inviso. Solo Beniamino, il fratello minore, ultimogenito di Rachele, manifesta ammirazione ed affetto per lui.
La rabbia dei fratellastri diviene incontenibile quando Giuseppe, ingenuamente, racconta loro i suoi sogni. Sogni che, in un modo non troppo velato, simboleggiano la sua superiorità e il destino di supremazia che lo attende. Per riconciliarsi con loro, Giacobbe lo invia a Shekem, dove i fratelli, allontanandosi dalla casa paterna, si sono recati per pascolare le greggi.
Qui la vicenda ha il suo tragico epilogo: il giovane catturato, privato della veste preziosa, donatagli dal padre e indossata dalla madre per le sue nozze, è rinchiuso in una cisterna e poi venduto a mercanti di schiavi. I fratellastri giustificheranno la sua scomparsa riferendo al padre che il suo figlio prediletto è stato divorato da una bestia feroce. Nulla rimane di lui se non la veste, imbrattata di sangue. Ma il sangue, ovviamente, è quello di un animale, non di Giuseppe.

## Edizioni italiane
- Thomas Mann, Il giovane Giuseppe : romanzo, collana Medusa ; 46, traduzione di Gustavo Sacerdote, Milano, Mondadori, 1935, SBN CSA0033655.
- Fabrizio Cambi (a cura di), Giuseppe e i suoi fratelli, collana Collezione I Meridiani, traduzione di Bruno Arzeni, versione riveduta da Elena Broseghini, Milano, Mondadori, 2000. - Collana i Meridiani. Paperback, Mondadori, 2015, ISBN 978-88-046-4942-7; Collana Oscar Moderni Baobab, Mondadori, 2021, ISBN 978-88-047-3992-0.